# Beaumont (Viena)
Beaumont és un municipi francès situat al departament de la Viena i a la regió de la Nova Aquitània. L'any 2007 tenia 1.726 habitants.

## Demografia

### Població
El 2007 la població de fet de Beaumont era de 1.726 persones. Hi havia 708 famílies de les quals 168 eren unipersonals (65 homes vivint sols i 103 dones vivint soles), 251 parelles sense fills, 255 parelles amb fills i 34 famílies monoparentals amb fills.
La població ha evolucionat segons el següent gràfic:
Habitants censats

### Habitatges
El 2007 hi havia 797 habitatges, 720 eren l'habitatge principal de la família, 35 eren segones residències i 43 estaven desocupats. 755 eren cases i 36 eren apartaments. Dels 720 habitatges principals, 567 estaven ocupats pels seus propietaris, 141 estaven llogats i ocupats pels llogaters i 11 estaven cedits a títol gratuït; 7 tenien una cambra, 37 en tenien dues, 125 en tenien tres, 208 en tenien quatre i 344 en tenien cinc o més. 562 habitatges disposaven pel capbaix d'una plaça de pàrquing. A 263 habitatges hi havia un automòbil i a 407 n'hi havia dos o més.

### Piràmide de població
La piràmide de població per edats i sexe el 2009 era:
| Homes | Edats   | Dones |
| ----- | ------- | ----- |
| 0     | 95 o +  | 0     |
| 0     | 90 a 94 | 8     |
| 12    | 85 a 89 | 20    |
| 8     | 80 a 84 | 20    |
| 40    | 75 a 79 | 44    |
| 56    | 70 a 74 | 52    |
| 20    | 65 a 69 | 36    |
| 40    | 60 a 64 | 48    |
| 44    | 55 a 59 | 24    |
| 52    | 50 a 54 | 72    |
| 44    | 45 a 49 | 56    |
| 76    | 40 a 44 | 44    |
| 64    | 35 a 39 | 80    |
| 68    | 30 a 34 | 56    |
| 56    | 25 a 29 | 32    |
| 44    | 20 a 24 | 16    |
| 48    | 15 a 19 | 36    |
| 76    | 10 a 14 | 40    |
| 36    | 5 a 9   | 36    |
| 32    | 0 a 4   | 40    |

## Economia
El 2007 la població en edat de treballar era de 1.114 persones, 872 eren actives i 242 eren inactives. De les 872 persones actives 794 estaven ocupades (418 homes i 376 dones) i 78 estaven aturades (47 homes i 31 dones). De les 242 persones inactives 108 estaven jubilades, 66 estaven estudiant i 68 estaven classificades com a «altres inactius».

### Ingressos
El 2009 a Beaumont hi havia 761 unitats fiscals que integraven 1.831,5 persones, la mediana anual d'ingressos fiscals per persona era de 17.617 €.

### Activitats econòmiques
Dels 83 establiments que hi havia el 2007, 2 eren d'empreses extractives, 2 d'empreses alimentàries, 1 d'una empresa de fabricació de material elèctric, 4 d'empreses de fabricació d'altres productes industrials, 14 d'empreses de construcció, 16 d'empreses de comerç i reparació d'automòbils, 4 d'empreses de transport, 7 d'empreses d'hostatgeria i restauració, 1 d'una empresa d'informació i comunicació, 8 d'empreses financeres, 5 d'empreses immobiliàries, 9 d'empreses de serveis, 5 d'entitats de l'administració pública i 5 d'empreses classificades com a «altres activitats de serveis».
Dels 27 establiments de servei als particulars que hi havia el 2009, 1 era una oficina de correu, 2 tallers de reparació d'automòbils i de material agrícola, 4 paletes, 2 guixaires pintors, 1 fusteria, 1 lampisteria, 3 electricistes, 2 empreses de construcció, 2 perruqueries, 6 restaurants, 2 agències immobiliàries i 1 saló de bellesa.
Dels 8 establiments comercials que hi havia el 2009, 2 eren botiges de menys de 120 m², 2 fleques, 1 una carnisseria, 2 botigues d'equipament de la llar i 1 una floristeria.
L'any 2000 a Beaumont hi havia 44 explotacions agrícoles que ocupaven un total de 1.056 hectàrees.

## Equipaments sanitaris i escolars
L'únic equipament sanitari que hi havia el 2009 era una farmàcia.
El 2009 hi havia 1 escola maternal i 1 escola elemental.

## Poblacions més properes
El següent diagrama mostra les poblacions més properes.